# Лера Кудрјавцева
Валерија Лавовна Кудрјавцева (рус. Валерия Львовна Кудрявцева; 19. мај 1971, Оскемен) руска је телевизијска личност, певачица, плесачица и глумица.

## Приватни живот
Валерија је била удата за музичара Сергеја Лињука од 1990—1992. године. Из тог брака су добили сина Жана Лињука (рођ. 1990).
Била је удата за Морозова од 2004. године до 2007. године.
Била је у вези са руским поп певачем Сергејем Лазаревим од 2008. године до 2012. године. Удата је за Игора Макарова.